# دونالد ووكر (سياسي)
دونالد ووكر (بالإنجليزية: Donald Walker)‏ هو سياسي أمريكي، ولد في 1949، وتوفي في 28 سبتمبر 2009.